# قائمة قبائل العراق

خارطة قبائل العراق سنة 1930م نشرتها مديرية المساحة العامة العراقية

هذه قائمة بأسماء قبائل وعشائر سكان العراق، ذكر مزهر الفرعون في كتابه القضاء العشائري، التسميات الرئيسية للعشيرة ومعانيها:
- العشيرة: تتكون من عدة أفخاذ
- القبيلة: وتتكون من عشائر وكلها تنتهي إلى جد واحد فهي أوسع من العشيرة، وفي العراق تُستعمل كلمة عشيرة مكانَ كلمة قبيلة فيما يتعلق بمعاني الأصل الواحد والكثافة العددية والأعراف والالتزامات.[1][2]
- السلَف: وهو يتكون من عدة عشائر كالقبيلة إلا أنه يدخل معها عشائر غير قريبة بالنسب لتلك القبيلة فتصبح تحت لوائها وهذا ما يسمی بالسلَف وهو أوسع من القبيلة، وكل هذه الكلمات تدلّ على العشيرة.[3][4][5] يستعمل بعض العراقيين كلمة «البو» قبل اسم العشيرة، فتصبح «البو فلان»، معنى كلمة البو فلان، هو آل فلان.[6]

## تاريخ قبائل العراق العربية
قال علي المياحي في كتابه جغرافية العراق في معجم البكري "إن العراق بسهولة أرضه وخصبها ووفرة مياهه أصبح موضع تجمع قبائل عربية لم يسبق أن جمع بينها مكان واحد في جزيرة العرب وأصبحت منطقة الحيرة ملتقى الوافدين مِن تهامة والحجاز ونجد والعروض واليمن، وغلبَ على سكانها جماعات من قبائل الأزد وطي وجعفي وتميم وغسان وكندة وغيرهم وكانت مواطن تنوخ تنتشر بين الحيرة والأنبار، وتعاون هؤلاء على إثارة الأرض وإعمارها حتى أصبحت الحيرة مركزاً حضرياً تنتشر به القصور وتحيط به البساتين ويذكر البلاذري أن أول قنطرة في الحيرة بناها رجل من العباد من جعفي في الجاهلية وأن المسجد الجامع في الكوفة بُني ببعض قصور آل منذر...إن هذا الكيان السياسي الجديد أذكى روح التناخي القومي بين القبائل العربية ودفعها للعمل سوية والحفاظ على مواطنهم ومغالبة الفرس على ما اغتصبوه...حتى تقاطعت سيوفهم على رقاب أعدائهم من الفرس وانتصروا عليهم في يوم ذي قار وكانت هذه المعركة بداية النهاية إذ استمر تواصل القبائل العربية ونزوحهم إلى العراق حتى بلغ ذروته مع بدء عمليات تحرير العراق سنة (16) للهجرة".

## أسماء قبائل العراق
- عامر بن صعصعة
  - عقيل (عگيل في اللهجة العراقية)
  - بنو هلال
  - عبادة
- ربيعة (الربيعي)
  - بني شيبان (الشيباني)
  - بنو عجل وحنيفة
  - تغلب الحمدانيين (البوحمدان) والغرير
  - عنزة
    - الحبلان
    - الصقور
    - السلقا
    - السبعة
    - الفدعان
    - ولد سليمان
    - الرولة
    - الرفيع
    - الأشاجعة
      - البدور

  - تغلب
    - بني ركاب
    - عتاب

  - عبد القيس
    - عبودة
- زبيد
  - الجنابيون
  - الجبور
  - العبيد
  - الدليم
  - العقيدات
  - الجوابر
  - العونان
  - المجانين
  - الجحيش
  - السواعد
  - البو شعبان
  - البوسلطان
  - اللهيب
  - البو محمد
  - العزة
    - البو محمد
    - البو بكر
    - البو عواد
    - البو طراز
    - البو غصيبة
    - البو حردان
    - البو مسرة
    - البو موسى
    - البو عجيل
    - البو حامد
    - البو فراج
    - الجيايلة
    - الملاطشة
    - البو حنظل
    - الفريجات
- قبائِل جَبر أو عَرب جُبور وتشمل:
  -     - قبيلة لُهيب المشهورة.
    - قبيلة جُبور الخَوالِد وهم بني خالِد بن جَبرْ.
    - قبيلة جغيف أو الجغايفة وهم بني حَمد الجَغاف أو أجرة حَمد.
    - قبيلة الجُبور الأكراد أو الجُمور
    - قبيلة جِبارة
    - قبيلة هَيكَلْ
    - قبيلة عِجلْ
    - قبيلة جُبور الواو
    - قبيلة الدُعوم
    - قبيلة شُويخ
    - قبيلة الجوذر
    - قبيلة جاموس
    - قبيلة مُلحِم
    - قبيلة البو جَمالْ
    - قبيلة بنو نَجاد
    - قبيلة دَهمَش
    - قبيلة بنو عَميرة
    - قبيلة بنو طُعمة
    - قبيلة بنو خَطاب أو البو خَطاب
    - قبيلة بنو سالم أو البو سالم
    - قبيلة القُضاة
    - قبيلة قُريع أو القريعات أو الكريعات
    - قبيلة البو جابر السواكن
    - قبيلة العويليّين
    - قبيلة العويديين
- عنزة منهم:
  - العمارات
    - البدور
    - الروله
    - السبعة - الفدعان - ولد سليمان - العبادله
- الدليم
  - المحامدة
    - البو عزام
    - البو عمران
    - البو شجل
    - البو خالد
    - الجريسات
    - الفلاحات
    - المصالحة
    - البو شهاب
    - السلمان

  - البو رديني
    - البو عساف
    - البو خليفه
    - البو مرعي
    - البو عيثه
    - البو ذياب
    - البو هزيم
    - النمر
    - البو جابر
    - الفلاحات

  - البو فراج
  - الحلابسة
  - البوعلوان
  - البوفهد
    - البو حمزة
    - البو عرب
    - البو موسى
    - البو صميدع

  - الكرابلة
  - الملاحمة
  - البو عبيد
  - الفتلة
- طيء
  - شمر
    - شمر الجزيرة
    - الحلابسة
    - الشجيرية الشمرية
    - المسعود
    - الأسلم
    - سنجارة
    - آل جشعم
    - الجعفر
    - زوبع
    - البو حيدر

  - بني لام
    - الفضول
      - آل خرسان
      - آل غزي
      - الصرخة
      - آل سلطان

    - الكثران
      - النبهان
      - العساف

    - آل مغيرة
      - آل خياري
      - العشاوين
      - آل غدفاء

    - الظفير
      - آل سويط
      - القواسم
      - السعيدات
      - أبا ذراع
      - العساكرة
      - المعاليم
      - آل عائذ
      - بني حسين
      - المحلف

  - باقي طيء
    - بني حسن
    - الحواتم
    - البوعامر
    - عشيرة السواكن الطائية أحفاد الأمير عدي ابن حاتم الطائي
    - عشائر آل نبهان الطائية
- هوازن
  - بني خالد
    - الكلاك
    - آل غزالي
    - آل شعيب
    - الفارس
    - المساحلة
    - البحر
    - الجنام
    - آل محمد العيسى
    - آل سيف الدين
    - آل نصار
    - آل حميد
    - البو جاسم
    - الصفر
    - العبابسة
- مضر
  - كنانة
    - قريش
      - السادة والأشراف

###### قبيلة البوسلامة
- الكمر له فرعان موسى وعيسى
  -     -       -         - الحسنيين

    - الجلالات
      - الزنيتات
      - الدراوشة

    - الدريسات
      - النظامات
      - الكوامات
      - البو ناجي
      - الحياي
      - بيت بريسم

    - بني صخر
      - المجاحيل
      - القصاب
      - اللويزيين

    - بني ليث

  - بني أسد
  - بني تميم
    - بني سعد
    - بني عمرو
    - البوحشمة
    - البوخشمان
    - البوريشة
    - البو حسان
    - البو حسن

  - هوازن
    - المنتفق
      - ثلث الأجود
      - ثلث بني سعيد
      - ثلث بني مالك

    - بني سعد بن بكر
      - الرباح
      - الزريرات
      - آل جارالله
      - المريزات
      - آل طاوة
      - الشحيلات
      - آل غناوي
      - آل الملة
      - آل سلمان
      - آل ثويني
      - الحسامات
      - البو ياسين
      - آل كليب
      - البوياس

    - بني كعب
    - خفاجة

  - مطير
    - الدوشان
    - الجشعم
    - الجعافره
    - العزايزه
- زهران
  - البو مفرج
    - الحليحل
    - البو جامن
    - البو منخي
    - الكراعنة
    - المريات
    - آل كشكول
    - البو زركة
    - البو صالح
    - الجزامي
    - البو سليمان
    - آل منخي
    - الشويخات
    - آل درويش
    - البو رزوقي
- الأزد
  - الخزرج
    - المعامير
    - المحامدة
    - البو سليمان
    - الرحاحله
    - الفرج
    - الشطيطة
    - البو صافي
    - البو حيدر
    - البو سياب
    - البداحات
    - البو شلش
    - العبد الله
    - البيانين
    - بن زريق

  - خزاعة
- جيس
  - بني سيالة
    - بنو دراج
    - البو عذار
    - البو إبراهيم
    - البو كرم الله
    - البو مساعد
    - البو حسون
    - البو راشد
    - البو عباس
    - النصاصرة
    - البو مغيزل
    - البو حاجم
    - البو سويط
    - العوامر
- قضاعة
  - جهينة
    - البيات
    - الرجبان
    - الرفاعة
    - الريباوي
    - الصوالحه
    - القوفة
- قبيلة الدواسر
  - البدارين
  - الصخابرة
  - آل نغيمش
  - الحميد
  - الخليفة
  - السعد
  - اليحي
  - الدايم
- خولان
  - حرب
    - جمعان
    - البو حجر
    - المحاميد
    - البو حمزه
    - الخنيفس
    - الرحمة
    - البورفه
    - البو سليمان
    - الصفران
    - البو صكر
    - الطولات
- بني حجيم
  - الأعاجيب
  - الجوارين
  - الظوالم
  - الصفران
  - الأعبس
  - الجوابر
  - الزياد
  - الفرطوس
  - آل توبة
  - البركات
  - البقارة
    - البو عرب
    - البو حسن
    - البو فاضل
    - البو صالح
    - السحاب
    - الخنجر
    - البو فرج
    - العبد الكريم
    - الرفيع
    - البو بدران
- عشائر الشويلات
  - عشيرة الجدعان
- الشحماني
- السراي
  - ألبو ناصر
- بني حسن